# Hymenophyllum vittatum
Hymenophyllum vittatum är en hinnbräkenväxtart som beskrevs av Edwin Bingham Copeland. Hymenophyllum vittatum ingår i släktet Hymenophyllum och familjen Hymenophyllaceae. Inga underarter finns listade.